# Апостол Калоянов
Апостол Филипов Калоянов е български просветен деец от Южна Македония.

## Биография
Апостол Калоянов е роден в костурското село Загоричани, тогава в Османската империя. Учи в Одрин, след което се връща в костурско и преподава в българското училище в Хрупища през учебната 1883 – 1884 година. В учебната 1885 – 1886 година заедно с другите български учители в Костурско – костурските Търпо Поповски и Григорий Бейдов, смърдешкият Кузман Шапарданов, Константин Дамянов – е вкаран в затвора.
Негов син е Благой Апостолов Калоянов, български емигрантски деец в Торонто, Канада.